# 圣赛苏堂

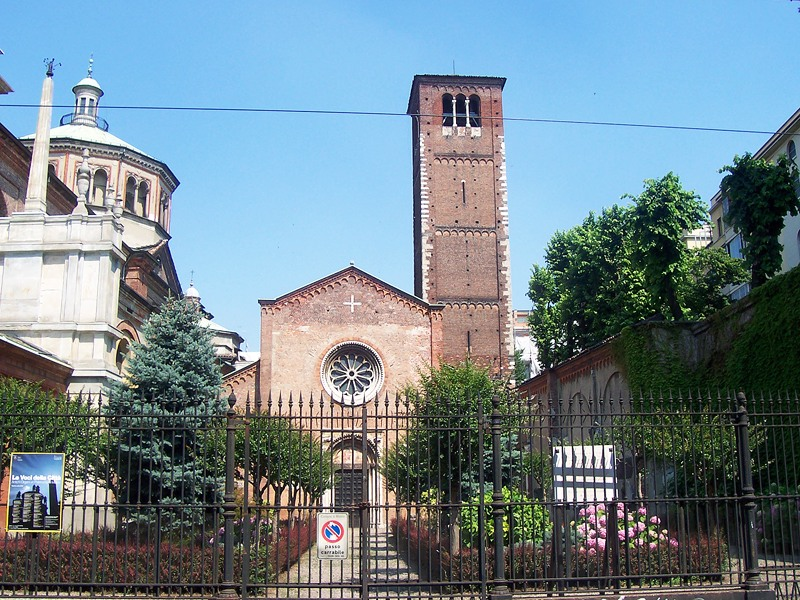

圣赛苏堂（Chiesa di San Celso）是位于意大利米兰的一座罗马式宗教建筑，附属于奇迹圣母圣赛苏圣殿。

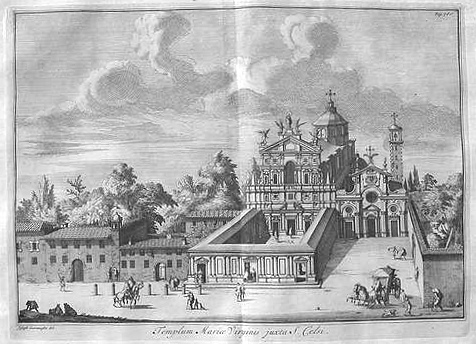
1704年

该建筑发源于4世纪，在11世纪重建，保存赛苏的圣髑。18世纪末，教堂的立面被拆除。在19世纪以新罗马式风格重建了砖砌立面，包括玫瑰窗和罗马式大门，钟楼为11世纪原物。